# Juanitaïta
La juanitaïta és un mineral de la classe dels arsenats. Rep el seu nom de Juanita Curtis, qui va trobar el mineral.

## Característiques
La juanitaïta és un arsenat de fórmula química Bi(Cu,Ca,Fe)10(AsO₄)₄(OH)11·2H₂O. Va ser aprovada com a espècie vàlida per l'Associació Mineralògica Internacional l'any 1999. Cristal·litza en el sistema tetragonal. Es troba en forma d'escates o de rosetes de cristalls fins, de vegades doblegats, tabulars, de fins a 1 centímetre; les formes observades inclouen {010}, {201} i {100}. La seva duresa a l'escala de Mohs és 1.
Segons la classificació de Nickel-Strunz, la juanitaïta pertany a «08.DE: fosfats, amb cations només de mida mitjana, (OH, etc.):RO₄ = 3:1» juntament amb els següents minerals: senegalita, aldermanita, fluellita, bulachita, zapatalita, ceruleïta i iangreyita.

## Formació i jaciments
Va ser descoberta l'any 1971 a la mina Gold Hill, al comtat de Tooele, a Utah (Estats Units). També ha estat descrita a les mines North Star i Gold Chain, ambdues a Mammoth (Utah), i a les mines de Cerro Minado, a Huércal-Overa (Almeria, Espanya). Sol trobar-se associada a altres minerals com la mitridatita, així com de diferents òxids de manganès.